# Вампіри у Гавані
«Вампіри в Гавані» (ісп. Vampiros en la Habana) — кубинський мультиплікаційний фільм. Один з небагатьох кубинських фільмів, які є надзвичайно популярними у США. Фільм вийшов з блискучою сатирою на Захід і на «капіталістів-вампірів».

## Сюжет
Божевільний вчений Фон Дракула винайшов мікстуру, яка дозволяє вампірам жити під променями сонця. Коли про це дізнаються вампіри в усьому світі, вони летять на Кубу, щоб заволодіти мікстурою. Розгортається бій між Американськими і Європейськими вампірами. Лідери вампірів з Європи зі штаб-квартирою в Дюссельдорфі, почувши новину, хочуть заволодіти формулою, таким чином вони могли б продати її та отримати прибуток на противагу Фон Дракулі, який хотів зробити напій безплатним і оголосити про це через вампір-радіо. Вампіри зі США з їх лідером Джоном Террорі мають бізнес у вигляді підземних сховищ для вампірів по всьому узбережжю США, і хотіли розширити імперію свого бізнесу на Дюссельдорф. Джон Террорі не може дозволити вампірам з Європи, щоб вони заволоділи формулою, інакше він та його група збанкрутують. Еліксир (названий Вампісоль, від іспанського «соль» — сонце) з дитинства приймає племінник вченого, головний герой мультфільму Джозеф, також знаний як Пепіто. Він бореться проти військового уряду генерала Мачадо (події відбуваються під час кубинської революції 30-х років). Серце Пепіто належить Лолі, яка допомагає Пепіто та його друзям шпигувати в будинку Капітана, який працює на генерала Мачадо.

## Основні персонажі
- Пепіто — головний герой, племінник вченого, який створив еліксир. Грає на трубі в кафе і барах, а також бореться з Капітаном.
- Лола — подруга Пепіто, працює у Капітана покоївкою та допомагає за ним шпигувати.
- Фон Дракула — дядько Пепіто, а також нащадок графа Дракули, який створив еліксир. Коли граф Дракула випробував на собі невдалу версію еліксиру, він згорів під променями сонця, а Фон Дракула був змушений виїхати на Кубу. Куба була обрана тому, що до складу його еліксиру входило багато рому та піна-колади.